# 称名寺 (碧南市)
称名寺（しょうみょうじ）は、愛知県碧南市築山町2-66にある時宗の寺院。山号は東照山。本尊は阿弥陀如来。
徳川家康の幼名である「竹千代」を命名した寺である。大浜てらまちと呼ばれる地域にある。

## 歴史
暦応2年（1339年）に創建された。15世紀前半、松平親氏が父の得川有親とともに来往し、有親はこの寺で逝去したという。その後、松平信忠（徳川家康の曽祖父）が寺領を寄進し、享禄4年（1531年）、この寺で逝去した。天文12年（1543年）、松平広忠（家康の父）がこの寺で行われた連歌会で「めくりはひろき園のちよ竹」と詠み、当時の住職が家康の幼名を竹千代にすることを勧めたという。永禄2年（1559年）、家康により寺領が返され、慶安元年（1648年）には、徳川家光より朱印地32石8斗とされた。

## 文化財

### 愛知県指定文化財
- 木造聖観世音菩薩立像（彫刻） - 1957年（昭和32年）1月12日指定[3]。松平信忠の息女東姫の守り本尊と伝わる。
- 阿弥衣（工芸品） - 鎌倉時代。1961年（昭和36年）3月30日指定[3]。
- 十二光筥 銘 無礙光仏（工芸品） - 鎌倉時代。1961年（昭和36年）3月30日指定[3]。

### 碧南市指定文化財
- 木造阿弥陀如来立像（彫刻） - 1988年（昭和63年）4月1日指定[3]。
- 松平信忠寄進状並びに定書 4通（歴史資料） - 1988年（昭和63年）4月1日指定[3]。
- 和田氏の寄進状等 8通（歴史資料） - 1988年（昭和63年）4月1日指定[3]。
- 松平広忠の連歌の切並びに筆具 附 御連歌の図（歴史資料） - 1988年（昭和63年）4月1日指定[3]。

## 現地情報
所在地
- 愛知県碧南市築山町2-66

アクセス
- 名鉄三河線碧南駅から徒歩約10分。

## ギャラリー

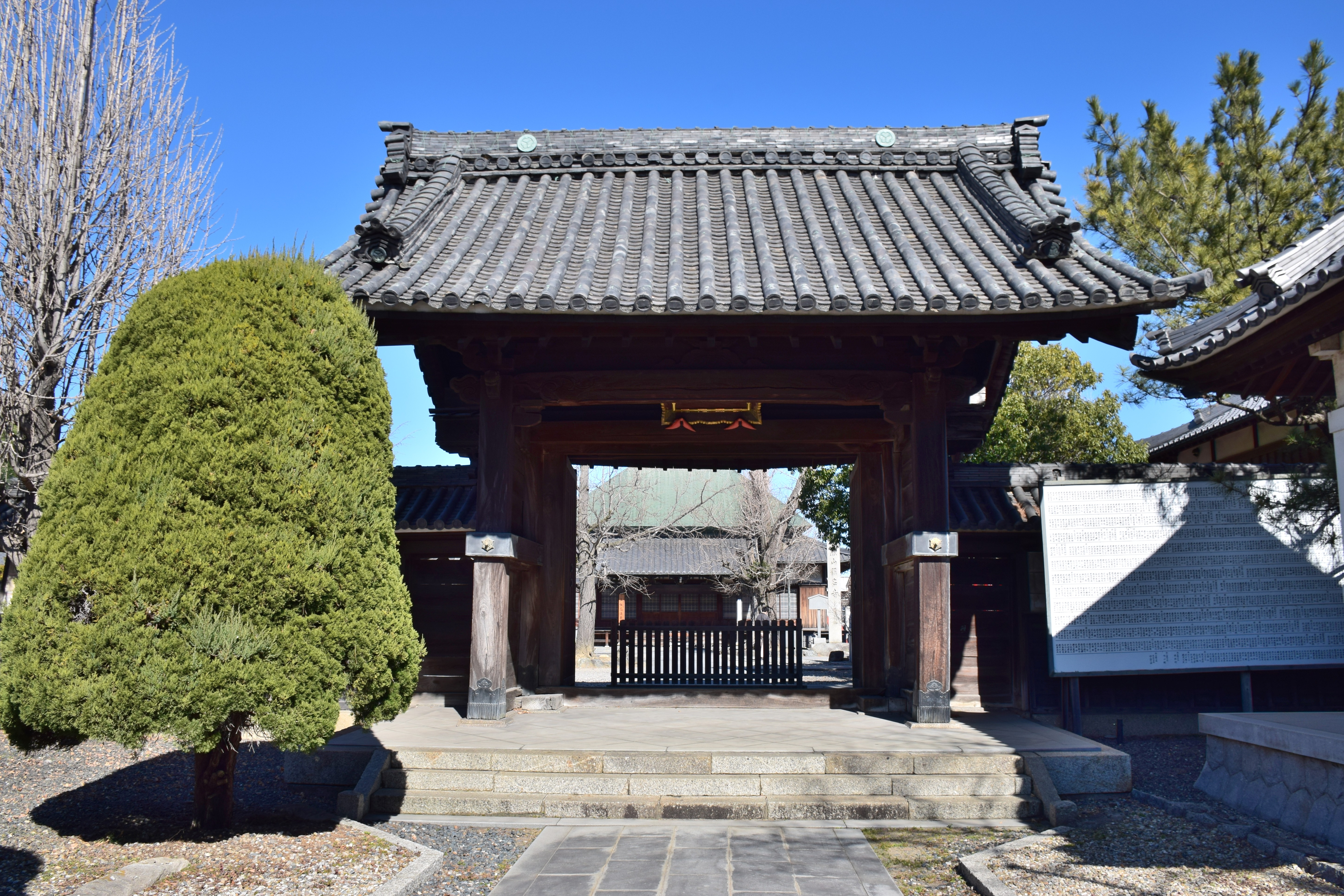
山門
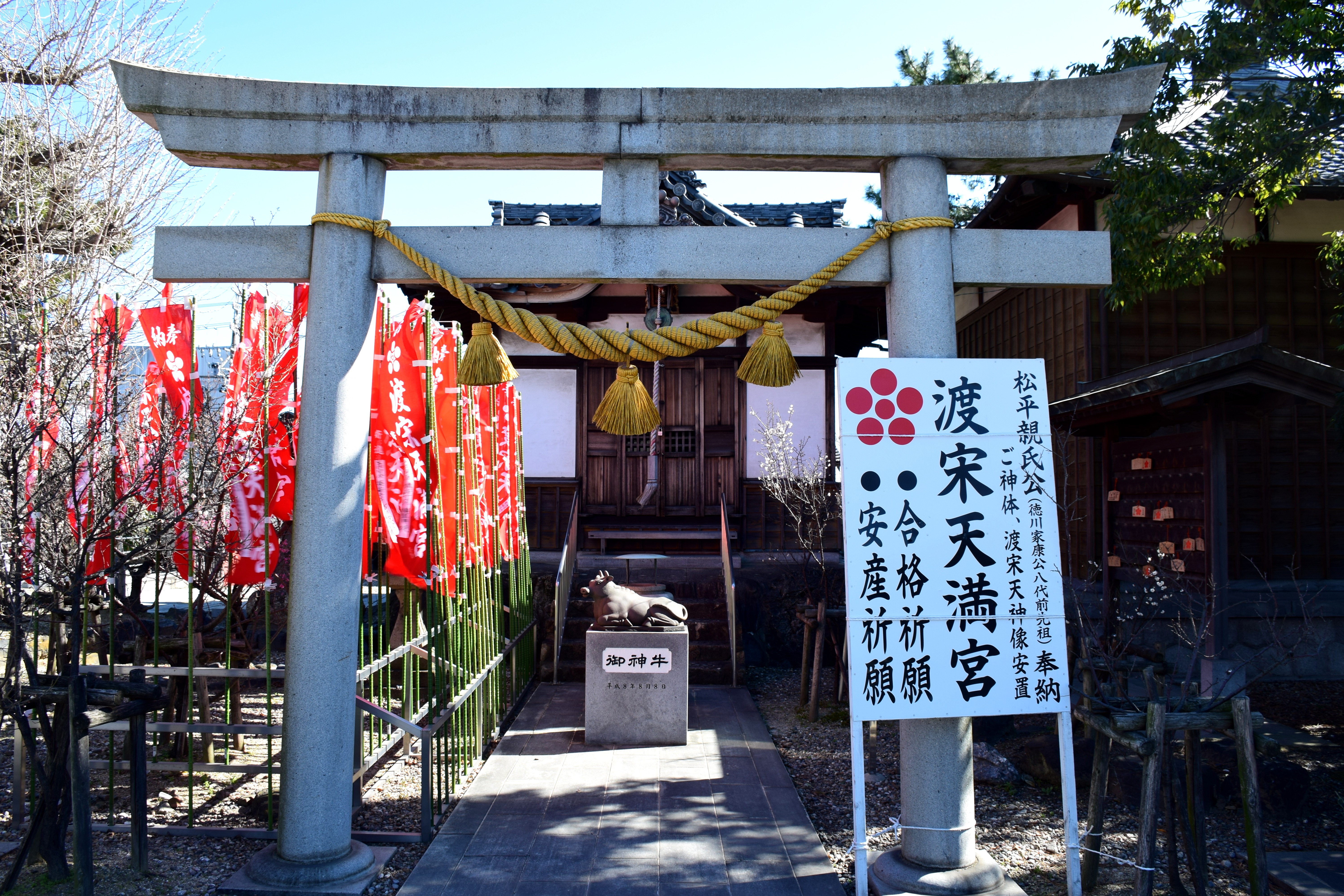
渡宋天満宮
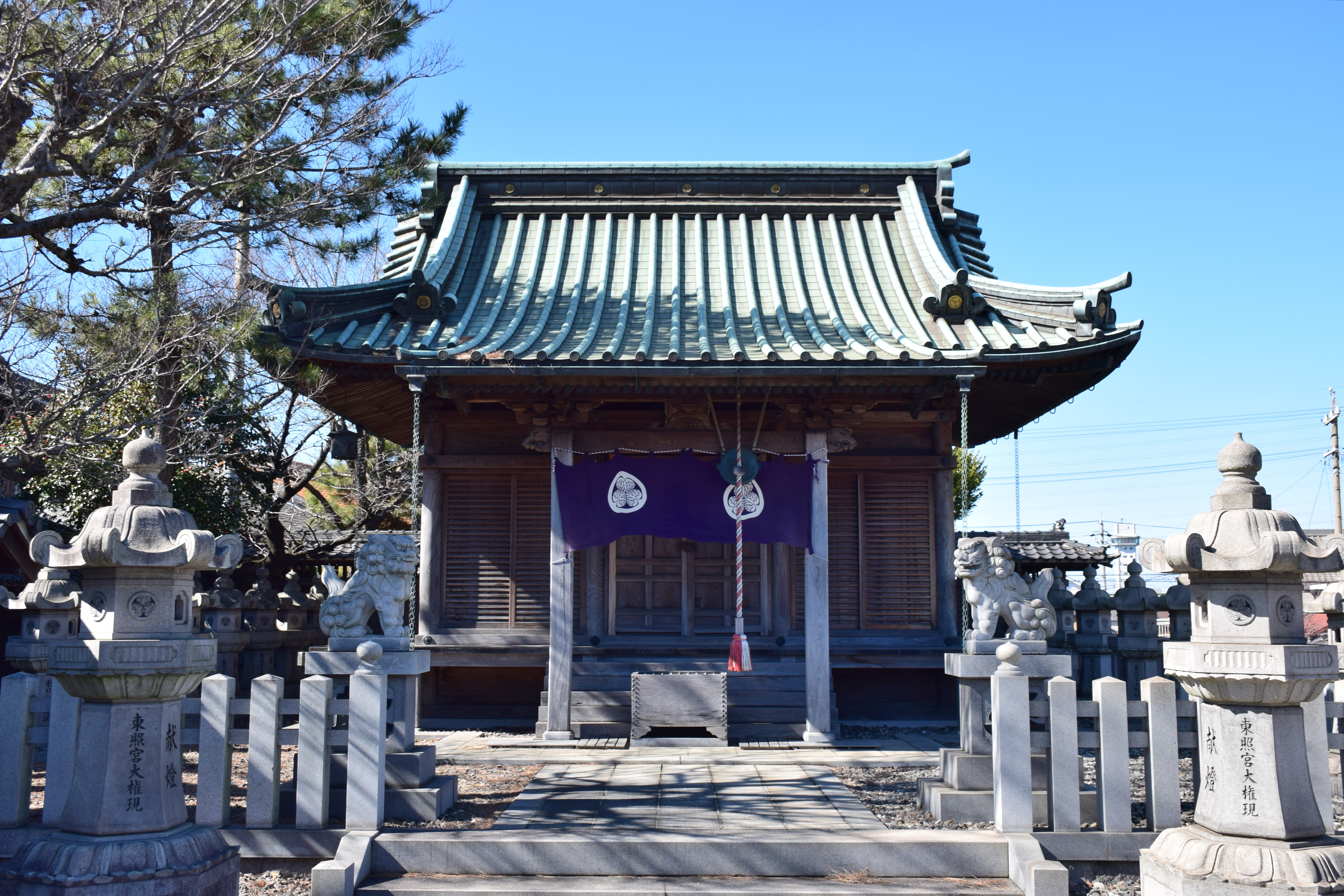
三州大浜東照宮
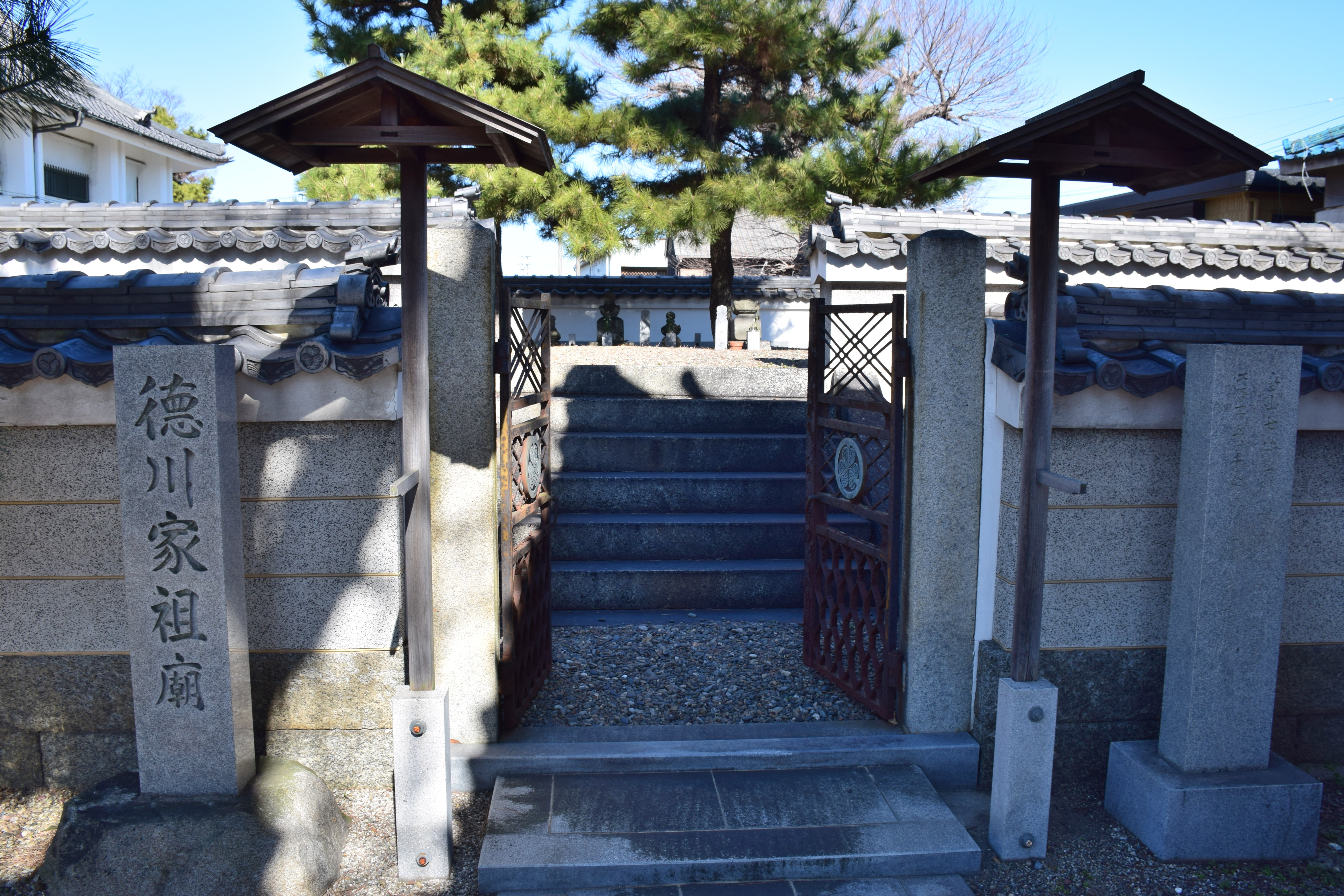
徳川家祖廟